# 巽他群島
巽他群岛（Sunda Islands），马来群岛主要组成部分之一，由大巽他群岛和小巽他群岛组成，因爪哇岛西部古国巽他而得名。
该群岛主要属印度尼西亚所有，仅加里曼丹岛北部分属马来西亚和文莱，以及帝汶岛一部属东帝汶所有。

大巽他群岛

小巽他群岛